# Amt Altenpleen
Amt Altenpleen – związek gmin w Niemczech, leżący w kraju związkowym Meklemburgia-Pomorze Przednie, w powiecie Vorpommern-Rügen. Siedziba urzędu znajduje się w miejscowości Altenpleen.
W skład związku wchodzi sześć gmin:
1. Altenpleen
2. Groß Mohrdorf
3. Klausdorf
4. Kramerhof
5. Preetz
6. Prohn